# Guillermo Ochoa
Francisco Guillermo Ochoa Magaña (* 13. Juli 1985 in Guadalajara), auch bekannt unter dem Spitznamen Memo, ist ein mexikanischer Fußballtorwart. Er steht aktuell beim Club AVS Futebol SAD unter Vertrag. Bei den Olympischen Sommerspielen 2020 in Tokio gewann er mit der Olympiaauswahl die Bronzemedaille.

## Vereine
Im Alter von 18 Jahren kam Ochoa am 15. Februar 2004 bei einem Spiel des mexikanischen Hauptstadtvereins Club América gegen den CF Monterrey (3:2) zu seinem ersten Profieinsatz in der mexikanischen Primera División, nachdem sich der Stammtorhüter verletzt hatte. Wegen seiner guten Leistungen wurde er schnell die neue Nummer 1 zwischen den Pfosten der Americanistas und schaffte bald auch den Sprung in den Kader der Nationalmannschaft.
Seit 2003 spielte Ochoa für den Club América, mit dem er die Meisterschaft der Clausura 2005 und den nordamerikanischen Champions Cup gewann. 2007 stieß er mit América ins Finale der Copa Sudamericana vor, das nur aufgrund der Auswärtstorregel gegen den argentinischen Verein Arsenal de Sarandí verloren ging. Zur Saison 2011/12 wechselte Ochoa nach Frankreich in die korsische Hauptstadt Ajaccio, wo er in der Ligue 1 bei AC Ajaccio spielte. Nachdem sein Team in der Saison 2013/14 in die Ligue 2 abgestiegen war, verließ er den Verein und schloss sich dem FC Málaga an. Zur Saison 2016/17 wurde er vom FC Granada verpflichtet.
Im Juli 2017 wechselte er zu Standard Lüttich und gewann mit dem Verein in seiner ersten Saison 2017/18 den belgischen Fußballpokal. Am 17. März 2019 bestritt Ochoa sein 250. Spiel in Europa. Standard Lüttich gewann das Spiel 4:3.
Obwohl Ochoa zum Saisonwechsel 2019/20 Wechselabsichten geäußert hatte, war noch keine Einigung zum Wiederbeginn des Spielbetriebes erzielt. Entsprechend kehrte er nach der Sommerpause, wenn auch etwas verspätet, nach Lüttich zurück. Nach eigenen Angaben waren Visaprobleme bei seiner Tochter der Grund für die Verspätung. Aufgrund einer Verletzung aus dem Gold-Cup-Finale war er zu Saisonbeginn auch nicht spielfähig. Am 7. August 2019 erfolgte dann eine Einigung, dass er zum Club América, wo seine Karriere begann, zurückkehrt.

## Nationalmannschaft
Ochoa wurde für das Länderspiel gegen Guatemala zum ersten Mal nominiert, kam allerdings nicht zum Einsatz. Sein Länderspieldebüt bestritt er am 14. Dezember 2005 gegen Ungarn, das mit 2:0 gewonnen wurde. Er gehörte als dritter Torhüter zum Aufgebot Mexikos bei der in Deutschland ausgetragenen Weltmeisterschaft 2006. Sein bisher größter Erfolg mit der Nationalmannschaft war der 5:0-Finalsieg über den Gastgeber und Erzrivalen beim CONCACAF Gold Cup 2009 in den Vereinigten Staaten. Auch bei der WM 2010 gehörte er als Ersatztorhüter zum mexikanischen Kader. Kurz vor dem Turnier um den CONCACAF Gold Cup 2011 wurde er mit gleich vier Mitspielern positiv auf Clenbuterol getestet und vom Turnier suspendiert. Vom Vorwurf des Dopings wurde er jedoch später freigesprochen, weil verunreinigtes Fleisch vermutet wurde. Im Turnier hatte er einen Einsatz beim 5:0-Sieg im ersten Gruppenspiel gegen El Salvador. Als Sieger waren die Mexikaner für den FIFA-Konföderationen-Pokal 2013 qualifiziert, bei dem er jedoch nur im letzten Gruppenspiel gegen Japan, dem einzigen Sieg der Mittelamerikaner zum Einsatz kam, die danach die Heimreise als Gruppendritte antreten mussten.
Bei der WM 2014 wurde er im zweiten Gruppenspiel, dem Spiel gegen Gastgeber Brasilien, zum „Man of the Match“ gewählt. Ochoa hatte mit mehreren Paraden das 0:0 gesichert. Obgleich er mit seinem Team im Achtelfinale ausschied, wurde Ochoa wieder zum Man of the Match gewählt.
Mit der A-Nationalmannschaft gewann Ochoa den CONCACAF Gold Cup 2015. Im Sommer 2017 stand er für die mexikanische Auswahl des Confed-Cup in Russland als Nummer eins auf dem Platz und erreichte mit der Mannschaft das Halbfinale, in dem die Mexikaner mit 1:4 gegen Weltmeister Deutschland verloren. Im anschließenden Spiel um Platz 3 gegen Europameister Portugal musste er in der Nachspielzeit den Treffer zum 1:1-Ausgleich hinnehmen und in der Verlängerung das Tor zum 1:2-Endstand.
Ochoa erreichte bei der WM 2018 mit der A-Nationalmannschaft das Achtelfinale, das gegen Brasilien verloren wurde. In der Gruppenphase hatte die Mannschaft den zweiten Platz hinter Schweden belegt. Anteil daran hatte Ochoa, der allein im Vorrundenspiel gegen Deutschland neun Paraden zeigte; Mexiko gewann das Spiel mit 1:0. Mit insgesamt 25 Paraden in vier Spielen, also 6,25 pro Spiel, erhielt Ochoa den Silbernen Handschuh hinter dem Gewinner des Goldenen Handschuhs Thibaut Courtois.
Am 16. November 2018 absolvierte Guillermo Ochoa bei einer 0:2-Niederlage gegen Argentinien sein 100. Länderspiel für Mexiko.
Den CONCACAF Gold Cup 2019 gewann er mit der Nationalmannschaft erneut, wieder durch einen Finalsieg über die US-amerikanische Nationalmannschaft. Bei der ersten Austragung der CONCACAF Nations League verlor er mit Mexiko im Finale am 6. Juni 2021 mit 2:3 nach Verlängerung gegen die US-amerikanische Auswahl.
Mit der U23-Nationalmannschaft nahm er erstmals am olympischen Fußballturnier 2020 teil, das aufgrund der Covid-19-Pandemie erst ein Jahr später, vom 22. Juli bis zum 7. August 2021, in Tokio ausgetragen wurde. Er kam jeweils in allen drei Spielen der Gruppe A und in der Finalrunde zum Einsatz; das Spiel um Platz 3 wurde mit 3:1 gegen die Olympiaauswahl Japans gewonnen.
Auch bei der WM 2022 hütete er das Tor. Im ersten Gruppenspiel gegen Polen, das torlos endete, hielt Ochoa einen Strafstoß von Robert Lewandowski und wurde zum Spieler des Spiels gewählt. Im zweiten Gruppenspiel konnte er eine 0:2-Niederlage gegen die späteren Weltmeister aus Argentinien nicht verhindern, ehe das Team trotz Sieg im letzten Gruppenspiel vorzeitig aus dem Turnier ausschied.

## Titel und Erfolge

### Nationalmannschaft
- CONCACAF-Gold-Cup-Sieger: 2009, 2011, 2015, 2019, 2023
- Olympische Bronzemedaille 2020
- Vierter Platz beim FIFA-Konföderationen-Pokal 2017

### Verein
- Mexikanischer Meister: Clausura 2005
- Belgischer Pokalsieger: 2018
- CONCACAF-Champions-Cup-Sieger: 2006
- Copa Sudamericana: Finalist 2007